# 조규철 (야구인)
조규철(曺圭轍, 1969년 3월 15일 ~ )은 전 KBO 리그 야구 선수의 내야수이다.

## 출신학교
- 1987년 ~ 1990년 : 대전고등학교
- 1990년 ~ 1991년 : 성균관대학교 (1988학번)

## 수상 경력
- 1987년 : 청룡기 전국고교야구 선수권대회 최우수선수 수상

## 등번호
- 25번